# Буркгард Гаклендер
Буркгард Гаклендер (нім. Burkhard Hackländer; 17 грудня 1914, Люнебург — 20 січня 2001) — німецький офіцер-підводник, капітан-лейтенант крігсмаріне, капітан-цур-зее бундесмаріне.

## Біографія
1 квітня 1933 року вступив в рейхсмаріне. З серпня 1939 року — 1-й вахтовий офіцер есмінця «Еріх Келльнер». В квітні 1940 року під час битви за Нарвік есмінець був потоплений і Гаклендер потрапив в норвезький полон. Після капітуляції Норвегії в липні 1940 року звільнений і призначений командиром охоронної флотилії Бременської гавані. З жовтня 1940 по березень 1941 року пройшов курс підводника, а в березні-квітні — курс командира підводного човна. З  24 липня 1941 року — командир підводного човна U-454, на якому здійснив 10 походів (разом 290 днів у морі). Під час 1-го походу потопив 2 кораблі загальною водотоннажністю 2427 тонн і пошкодив 1 корабель водотоннажністю 5395 тонн.
| Дата          | Назва корабля           | Тип                                 | Тоннаж | Вантаж                       | Екіпаж | Загинули | Країна             | Конвой |
| ------------- | ----------------------- | ----------------------------------- | ------ | ---------------------------- | ------ | -------- | ------------------ | ------ |
| 17 січня 1942 | РТ-68 Енисей            | Траулер                             | 557    |                              | 34     | 2        | СРСР               |        |
| 17 січня 1942 | Harmatris (пошкоджений) | Торговий пароплав                   | 5,395  | 6000 тонн військових товарів | 47     | 0        | Британська імперія | PQ-8   |
| 17 січня 1942 | HMS Matabele (F26)      | Ескадрений міноносець типу «Трайбл» | 1,870  |                              | 238    | 236      | Британська імперія | PQ-8   |

1 серпня 1943 року U-454 був потоплений у Біскайській затоці північно-західніше мису Ортегаль глибинними бомбами протичовнового літака «Сандерленд» Королівських ПС Австралії. 32 члени екіпажу загинули, 14 (включаючи Гаклендера) були врятовані і потрапили в полон.
Вступив в бундесмаріне. З жовтня 1960 по жовтень 1962 року — командир навчального фрегата «Граф Шпее».З квітня 1964 по жовтень 1965 року — начальник командування морського озброєння, після чого рік командував навчальним кораблем «Дойчланд». В 1968 році призначений командиром ескадри службового флоту. З вересня 1970 по березень 1973 року — командир Кільської військово-морської бази. Подальша кар'єра невідома.

## Нагороди
- Медаль «За вислугу років у Вермахті» 4-го класу (4 роки)
- Залізний хрест
  - 2-го класу (15 травня 1940)
  - 1-го класу (1942)
- Нагрудний знак есмінця (19 жовтня 1940)
- Нарвікський щит (10 листопада 1940)
- Нагрудний знак підводника (березень 1942)
- Орден «За заслуги перед Федеративною Республікою Німеччина», офіцерський хрест (18 липня 1973)